# Henri Demiéville
Henri Demiéville (1888 - Genève, 23 november 1956) was een Zwitsers zwemmer en waterpolospeler. Hij nam deel aan de Olympische Zomerspelen van 1920 in Antwerpen en de Olympische Zomerspelen van 1924 in Parijs.

## Belangrijkste resultaten
Demiéville was een van de 77 Zwitserse deelnemers aan de Olympische Zomerspelen van 1920.
Binnen het discipline van het zwemmen op deze Spelen nam hij deel aan het onderdeel van de 400 m schoolslag. Hij was de enige Zwitserse deelnemer op dit onderdeel, waaraan in totaal 20 atleten deelnamen uit 10 landen. In deze competitie werd Demiéville tijdens de reeksen op 22 en 23 augustus 1920 tweede in zijn reeks, waardoor hij zich wist te kwalificeren voor de halve finale. De Zweed Olle Dickson won de reeks. In de halve finale eindigde Demiéville op 24 augustus 1920 echter vierde en laatste in zijn reeks. Hierdoor mocht hij 's anderendaags niet aantreden in de finale.
Tijdens de Spelen van Antwerpen van 1920 nam Demiéville ook deel aan de olympische waterpolocompetitie als lid van het Zwitserse team, samen met Albert Mondet, Charles Biefer, Charles Horn, Jean Jenni, Armand Boppart en René Ricolfi-Doria. Er namen 12 landen deel aan deze competitie. Reeds in de eerste ronde van 22 tot 23 augustus 1920 werd Zwitserland echter uitgeschakeld na een 11-0 nederlaag tegen België, de uiteindelijke zilveren medaillist.
Vier jaar later nam Demiéville opnieuw deel aan de Olympische Spelen in Parijs als lid van het Zwitserse waterpoloteam. Hierbij werden de Zwitsers opnieuw uitgeschakeld in de eerste ronde, die plaatsvond op 13 en 14 juli 1924. De Zwitsers verloren met 7-0 van de Nederlanders, die uiteindelijk zevende zouden worden.

### Olympische Zomerspelen
| Jaar | Plaats    | Discipline | Resultaten                         |
| ---- | --------- | ---------- | ---------------------------------- |
| 1920 | Antwerpen | Zwemmen    | 4e (halve finale) 400 m schoolslag |
| 1920 | Antwerpen | Waterpolo  | eerste ronde                       |
| 1924 | Parijs    | Waterpolo  | eerste ronde                       |